# Julio Morales
Julio César Araújo Morales (Montevidéu, 16 de fevereiro de 1945 — Montevidéu, 14 de fevereiro de 2022) foi um futebolista uruguaio que atuava como atacante.

## Carreira
Julio Morales fez parte do elenco da Seleção Uruguaia de Futebol, na Copa do Mundo de  1970.